# محسن الجزولي
محسن الجزولي (مواليد 10 مارس 1967) هو سياسي مغربي، يشغل منصب الوزير المنتدب لدى رئيس الحكومة مكلفًا بالاستثمار والالتقائية وتقييم السياسات العمومية منذ 7 أكتوبر 2021.

## حياته

### تعليمه
درس محسن الجزولي في ثانوية ديكارت بالرباط حيث حصل على البكالوريا الفرنسية في القسم العلمي. وفي نفس الوقت حصل على البكالوريا المغربية في علوم الرياضيات. تابع دراساته العليا في فرنسا، أولاً في جامعة باريس الجنوبية حيث حصل على ماجستير في أساليب تكنولوجيا المعلومات المطبقة على إدارة الأعمال (MIAGE) عام 1986، ثم في جامعة باريس دوفين حيث حصل على درجة الماجستير في الدعم في القرار عام 1991.

### حياته المهنية
بعد دراساته العليا، بدأ محسن جزولي مسيرته المهنية في عام 1991 في الفرع الاستشاري لشركة إرنست ويونغ في باريس. في عام 2005، أسس محسن الجزولي شركة Valyans Consulting وتكفل بإدارتها حتى عام 2018.
بعد تعيينه في عام 2018 كوزير منتدب لدى وزير الشؤون الخارجية والتعاون الدولي المسؤول عن التعاون الأفريقي، تنازل محسن الجزولي عن منصبه كرئيس تنفيذي لسعدية السلاوي بناني.
بين عامي 2012 و 2018، عمل جزولي على تطوير وتعزيز دور الاتحاد العام لمقاولات المغرب مع الشركات.
في 22 يناير 2018، تم تعيين محسن الجزولي وزيرا منتدبا لدى وزير الخارجية والتعاون الدولي مكلفا بالتعاون الأفريقي.
في 9 أكتوبر 2019، أعيد تعيين محسن الجزولي في وزارة الخارجية، وهذه المرة كوزير منتدب لدى وزير الشؤون الخارجية والتعاون الإفريقي والمغاربة المقيمين بالخارج'.